# 雷若蒙
雷若蒙（法語：Réjaumont，法語發音：[ʁeʒomɔ̃]）是法国热尔省的一个市镇，位于该省北部偏东，属于孔东区和热尔洛马涅市镇公共社区。

## 地理
雷若蒙（43°48'52"N, 0°33'2"E）面积13.6 平方千米，位于法国奧克西塔尼大區热尔省，该省份为法国西南部内陆省份，北起顺时针与洛特-加龙省、塔恩-加龙省、上加龙省、上比利牛斯省、大西洋比利牛斯省和朗德省接壤。
与雷若蒙接壤的市镇（或旧市镇、城区）包括：塞藏、弗勒朗斯、拉罗克圣塞尔南、普雷沙克、圣拉德贡德、拉索沃塔。
雷若蒙的时区为UTC+01:00、UTC+02:00（夏令时）。

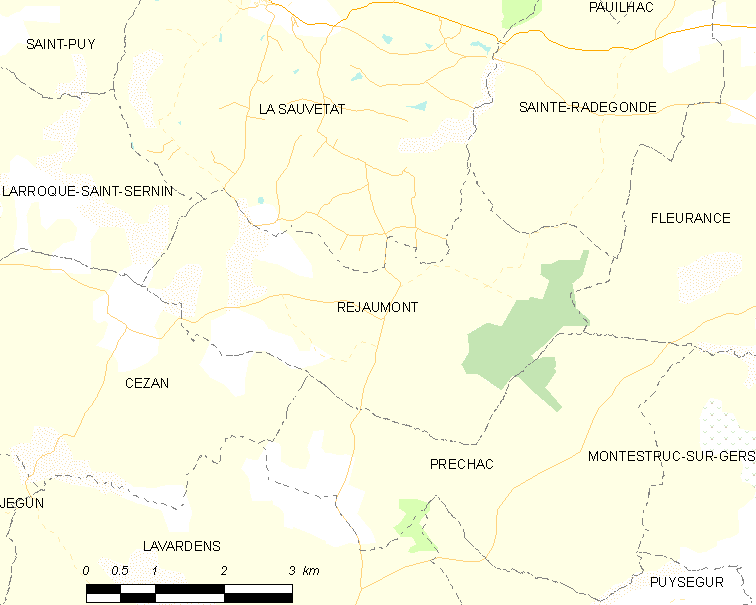
雷若蒙的OSM定位图

## 行政
雷若蒙的邮政编码为32390，INSEE市镇编码为32341。

## 政治
雷若蒙所属的省级选区为弗勒朗斯-洛马涅县。

## 交通
热尔省省道D123线、D148线和D323线在雷若蒙境内交汇。

## 人口

1962-2008年间雷若蒙人口变化图示

雷若蒙于2022年1月1日时的人口数量为247人。